# Globos de Ouro 2000

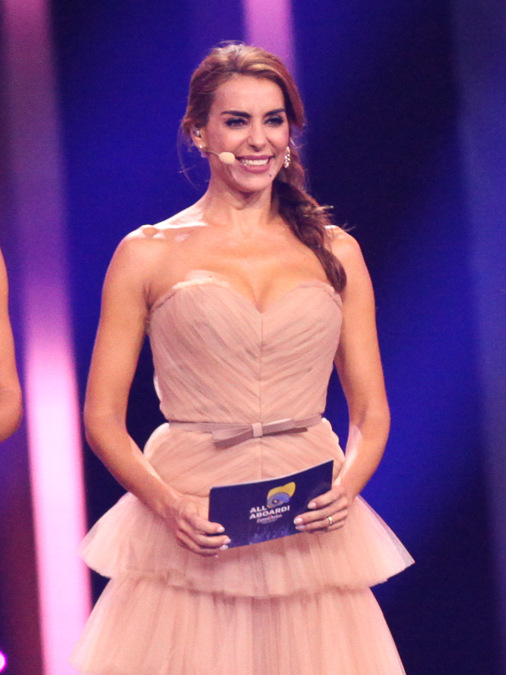
Catarina Furtado

Die 5. Verleihung der portugiesischen Auszeichnung Globo de Ouro fand am 2. April 2000 im Coliseu dos Recreios in Lissabon statt. Sie wurde von Catarina Furtado moderiert.
Den Globo de Ouro, für ihre Leistungen im Jahr 1999, erhielten im Jahr 2000 folgende Persönlichkeiten:

## Kategorien

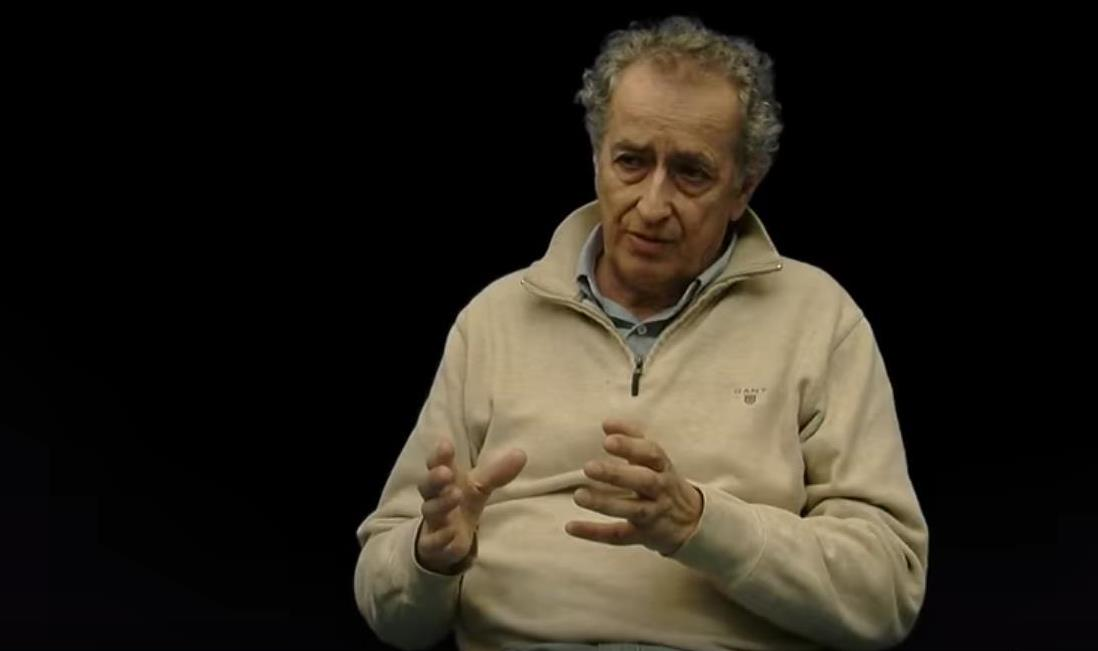
António-Pedro Vasconcelos

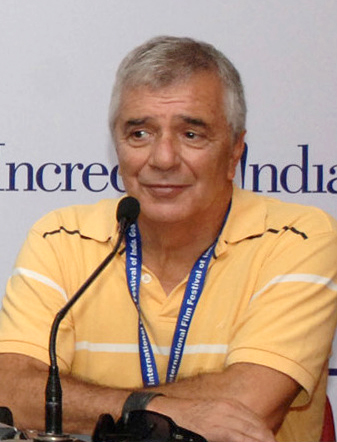
Vítor Norte

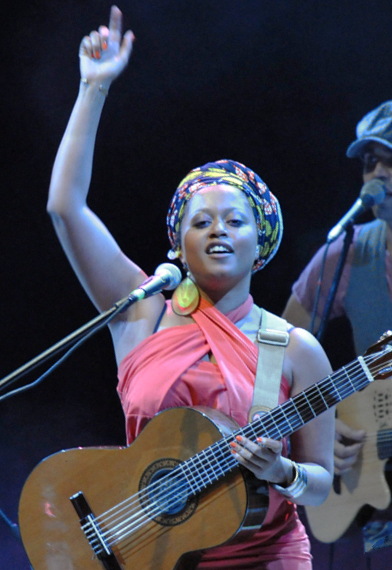
Sara Tavares

### Kino
- Bester Film: Jaime von António Pedro Vasconcelos
- Bester Regisseur: António Pedro Vasconcelos für Jaime
- Beste Schauspielerin: Ana Bustorff für Inferno (Regie: Joaquim Leitão)
- Bester Schauspieler: Vítor Norte für A Sombra dos Abutres (Regie: Leonel Vieira) und Jaime (Regie: António Pedro Vasconcelos)

### Sport
- Persönlichkeit des Jahres: Luís Figo

### Theater
- Persönlichkeit des Jahres: Luís Miguel Cintra

### Musik
- Bester Einzelinterpret: Sara Tavares
- Beste Gruppe: Ala dos Namorados
- Bestes Lied: Solta-se o beijo – Ala dos Namorados

### Fernsehen
- Bester Moderator Information: José Alberto Carvalho
- Bester Moderator Unterhaltung: Bárbara Guimarães
- Beste Sendung Fiktion und Komödie: Médico de Família
- Beste Sendung Unterhaltung: Chuva de Estrelas
- Beste Sendung Information: Esta Semana

### Hörfunk
- Persönlichkeit des Jahres: António Sérgio
- Bester Sender: TSF

### Lebenswerk
- Casa do Artista (Armando Cortez und Raul Solnado)